# Reményi Sándor (operaénekes)
Reményi Sándor (Budapest, 1915. június 8. – Budapest, 1980. június 18.) énekes (bariton).
Az egyik legszebb, lírai bariton hangú magyar operaénekes volt.

## Pályafutása
A Zeneakadémián végezte tanulmányait. Római tanulmányútja után, 1940-ben szerződtette az Operaház, ahol 1941-ben Morales (Bizet: Carmen) szerepében debütált. 1940–1973 között az Operaház magánénekese volt, mintegy 70 szerepben lépett fel. Verdi- és Mozart-művekben ért el különösen jelentős sikereket lírai baritonként. Hangverseny- és operaénekesként vendégszerepelt Rómában, Brüsszelben, Párizsban, Londonban és Bécsben. Tanított is, híressé vált tanítványa Máté Ottilia, Szabó Szilvia. Több ízben zsűritag volt énekversenyeken (Nyílik a rózsa, 1968), ahol több tehetséget indított el.

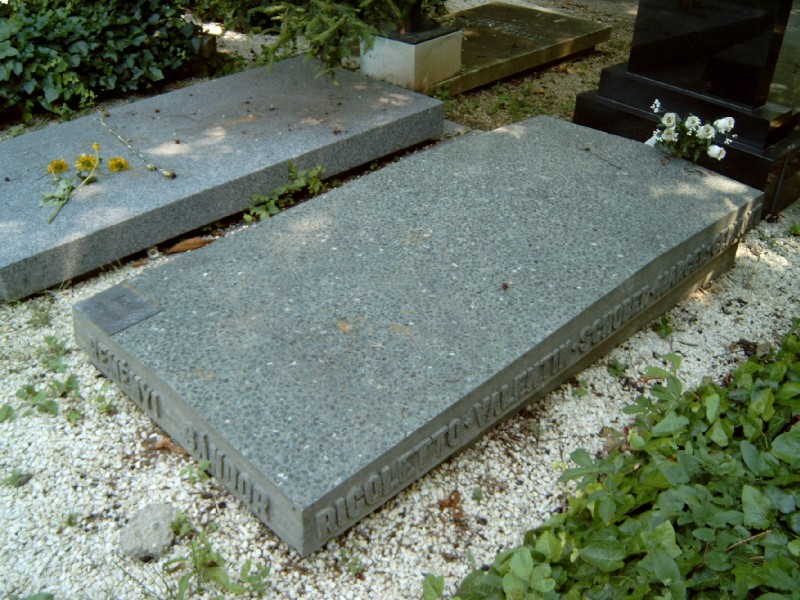
Reményi Sándor sírja Budapesten. Farkasréti temető: 25-1-51. Parizán Mihály alkotása.

Kritikusai szerint “az olasz líra anyanyelvi fokon áradt belőle”. 
Sírja a Farkasréti temetőben található, Parizán Mihály 1984. évi alkotása. Sírfelirata legfontosabb szerepeinek felsorolása: "Rigoletto, Valentin, Schober, Marcel, Germont, Wolfram, Salamon, Gara, Masetto, Falke, Figaro". Sógora dr. Őrffy László agrármérnök, agrokémikus, növénynemesítő volt.

## Díjai
- Érdemes művész (1973)

## Főbb szerepei
- Morales (Georges Bizet: Carmen)
- Vasasnémet (Lehár Ferenc: A garabonciás, 1943 - premier)
- Charlot (Jacques Ibert: Angélika)
- Masetto (Wolfgang Amadeus Mozart: Don Giovanni)
- René (Giuseppe Verdi: Az álarcosbál)
- Germont György (Giuseppe Verdi: Traviata)
- Figaro (Gioachino Rossini: A sevillai borbély (opera)
- Marcel (Giacomo Puccini: Bohémélet)
- Jake Wallace (Giacomo Puccini: A Nyugat lánya)
- Falke (ifj. Johann Strauss: A denevér)
- Valentin (Charles Gounod: Faust)
- Silvio (Ruggero Leoncavallo: Bajazzók)
- Salamon király (Goldmark Károly: Sába királynője)
- Garda Roberto (Ránki György: Pomádé király új ruhája)
- Cunningham (James Sidney Jones: Gésák)
- Wolfram von Eschenbach (Richard Wagner: Tannhäuser)
- Kuligin (Leoš Janáček: Katja Kabanova)
- Játszott Farkas Ferenc: Csínom Palkó c. dalművében.